# Albatros Airways
A Albatros Airways foi uma companhia aérea low-cost da Albânia, fundada em 2004. Operava vários destinos para Itália, com um avião Fokker F100. Em 2006, devido ao acumular de dívidas, aos aeroportos e ao controlo de tráfego aéreo, a companhia encerrou a sua actividade.

## Frota

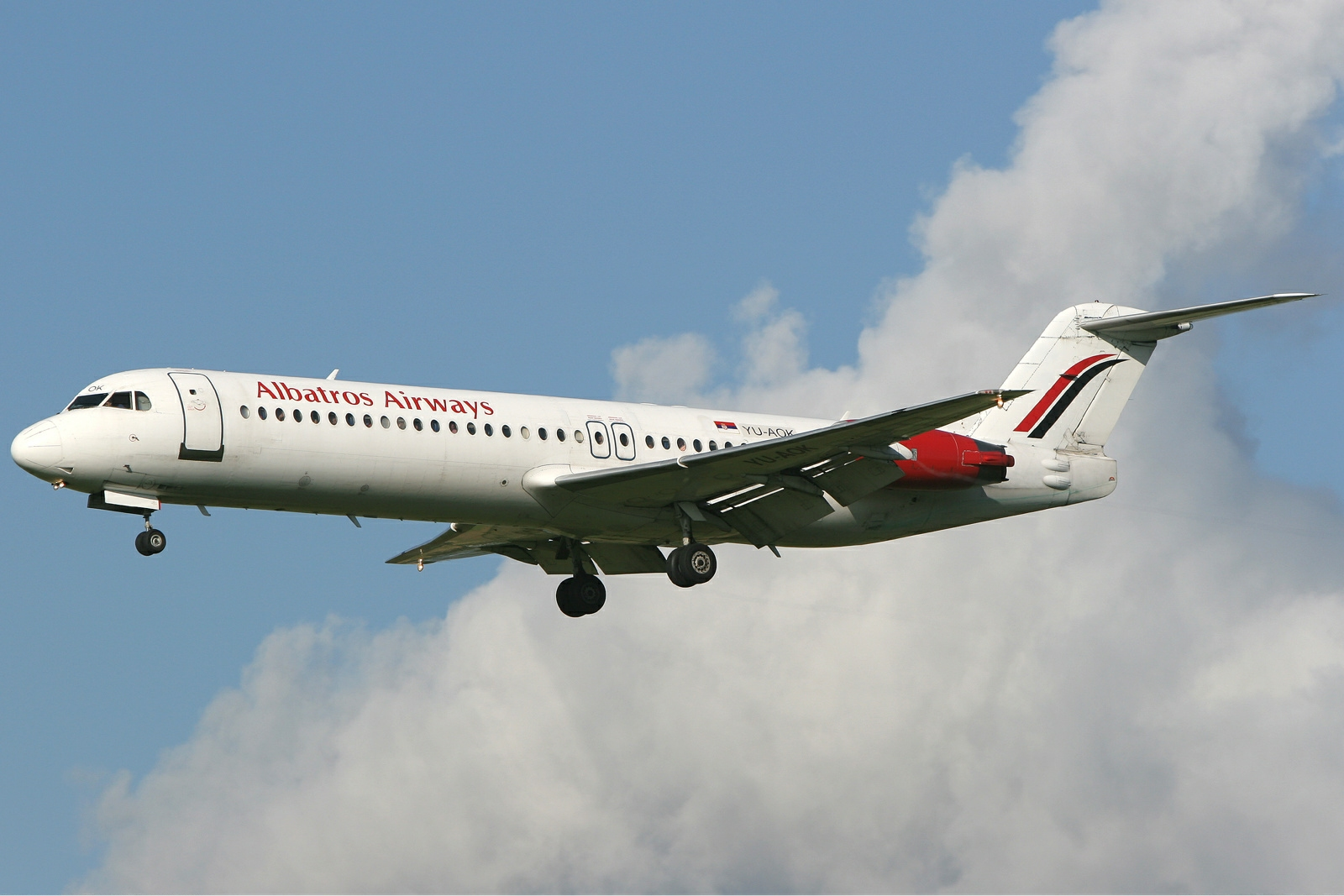
Fokker 100 da Albatros Airways.

- Fokker F100 alugado a Montenegro Airlines